# PM (azienda)
PM è un'azienda italiana che si occupa della produzione di gru montate su autocarro.

## Storia
Fondata nel 1959 a Modena, è stata la prima azienda italiana a produrre gru idrauliche per il carico e scarico dai mezzi di trasporto. Inizialmente denominata Precisione Meccanica srl, negli anni '70 cambia nome in Autogru PM S.p.a., offre 45 differenti modelli di gru da carico, personalizzabili.
Nel 2002 le quote della società vengono acquisite da un gruppo di imprenditori, e l'azienda ingloba altre due società, una specializzata nella costruzione di piattaforme aeree (Oil & Steel S.p.a.), l'altra nella costruzione di ponteggi per l'edilizia (Pilosio S.p.a.). I tre marchi si riuniscono sotto un unico gruppo, la PM Group S.p.a.

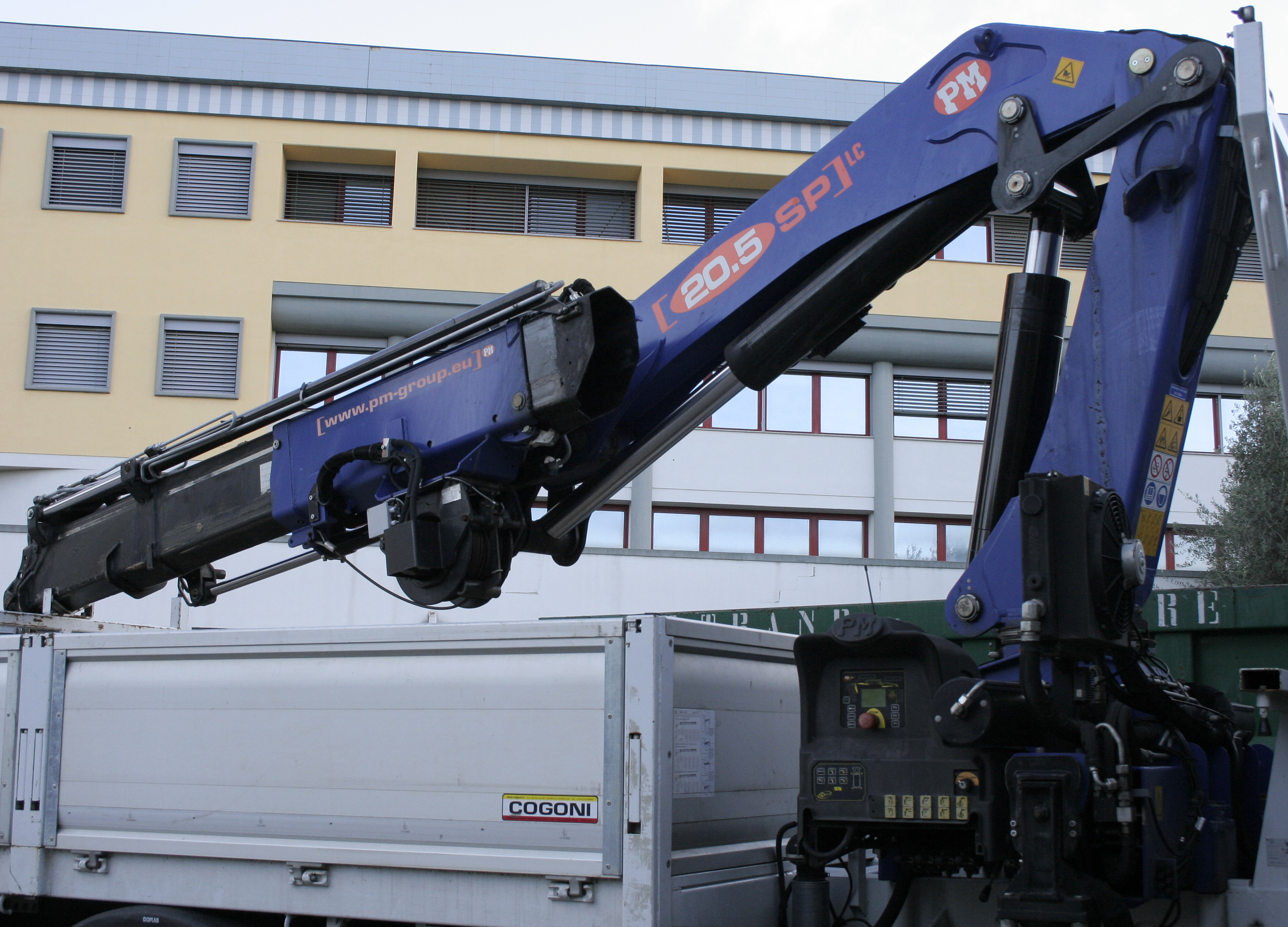
Una gru da carico PM
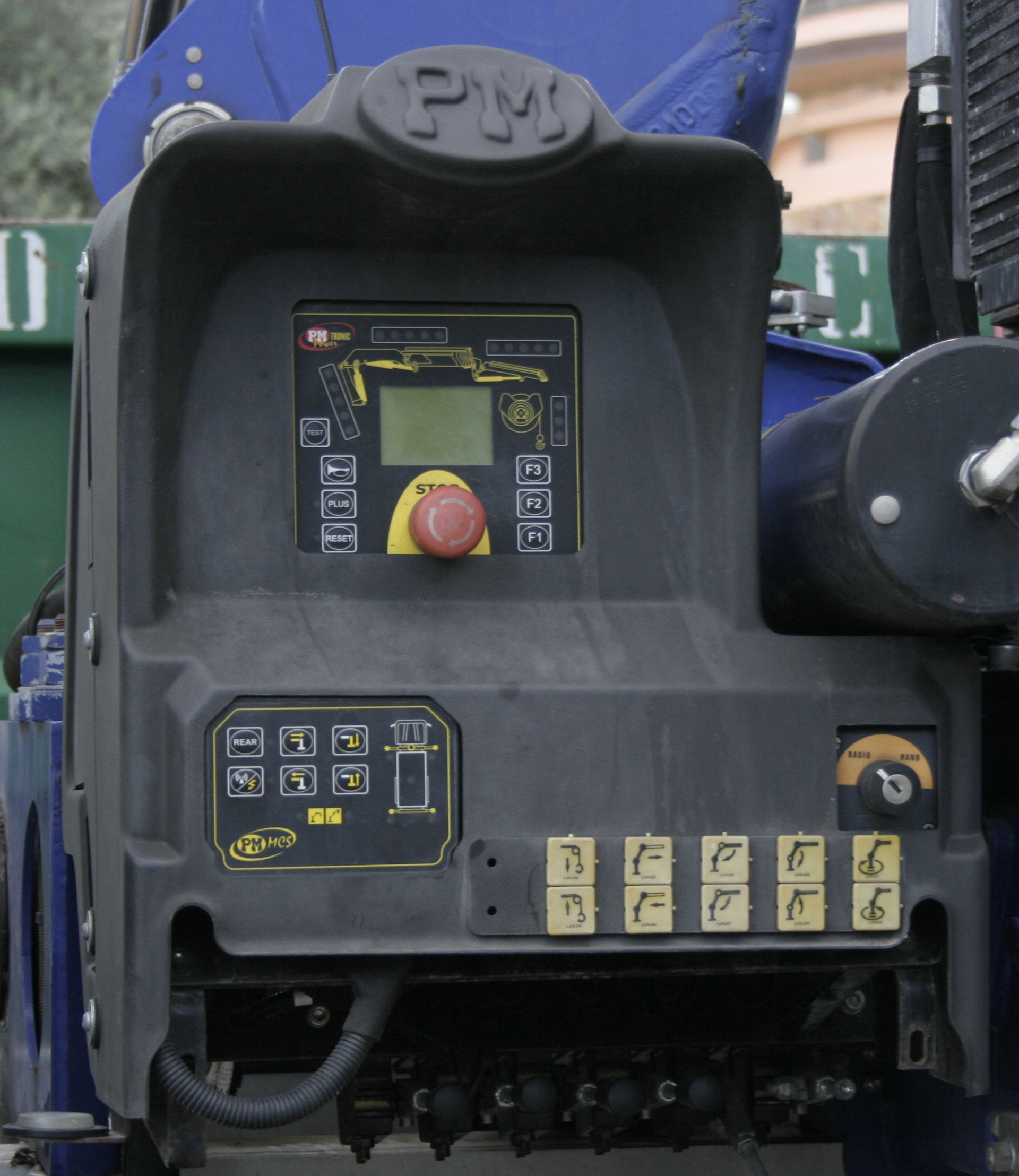
Postazione di comando con scheda per manovra a distanza con radiocomando